# Crotalaria exelliana
Crotalaria exelliana är en ärtväxtart som beskrevs av Rudolf Wilczek. Crotalaria exelliana ingår i släktet sunnhampor, och familjen ärtväxter. Inga underarter finns listade i Catalogue of Life.